# Heteronotus excisus
Heteronotus excisus är en insektsart som beskrevs av Walker. Heteronotus excisus ingår i släktet Heteronotus och familjen hornstritar. Inga underarter finns listade i Catalogue of Life.